# NuBus
 (février 2023).
Si vous disposez d'ouvrages ou d'articles de référence ou si vous connaissez des sites web de qualité traitant du thème abordé ici, merci de compléter l'article en donnant les références utiles à sa vérifiabilité et en les liant à la section « Notes et références ».

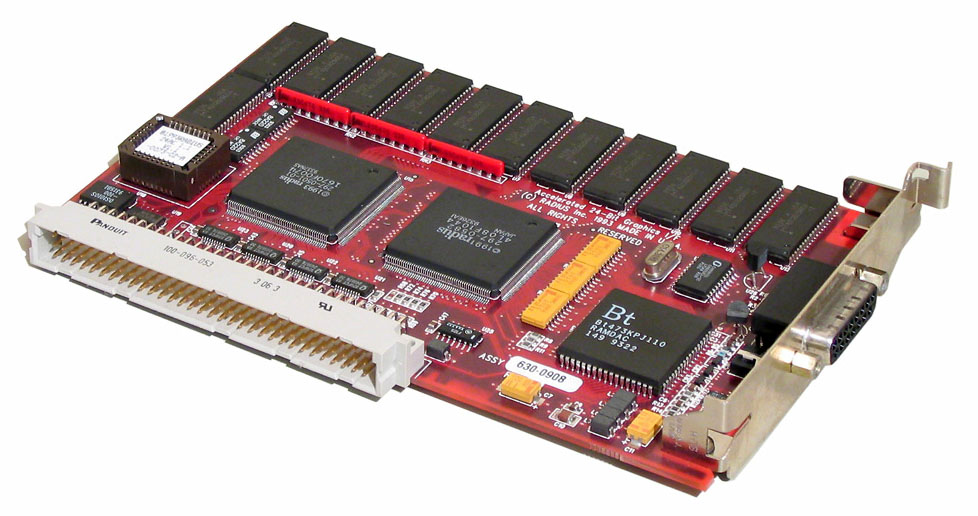
Une carte graphique NuBus Radius PrecisionColor Pro 8/24xj.

NuBus est un bus informatique parallèle, initialement développé en 1987 au MIT en tant que partie du projet NuMachine. La première implémentation du NuBus et de la NuMachine a été réalisée par Western Digital pour leur NuMachine. Le NuBus a été intégré par la suite dans des produits de Texas Instruments (Explorer), Apple (Macintosh) et NeXT (NeXT Cube). Aujourd'hui ce bus n'est plus utilisé que par le marché des systèmes embarqués. 